# NORD-10

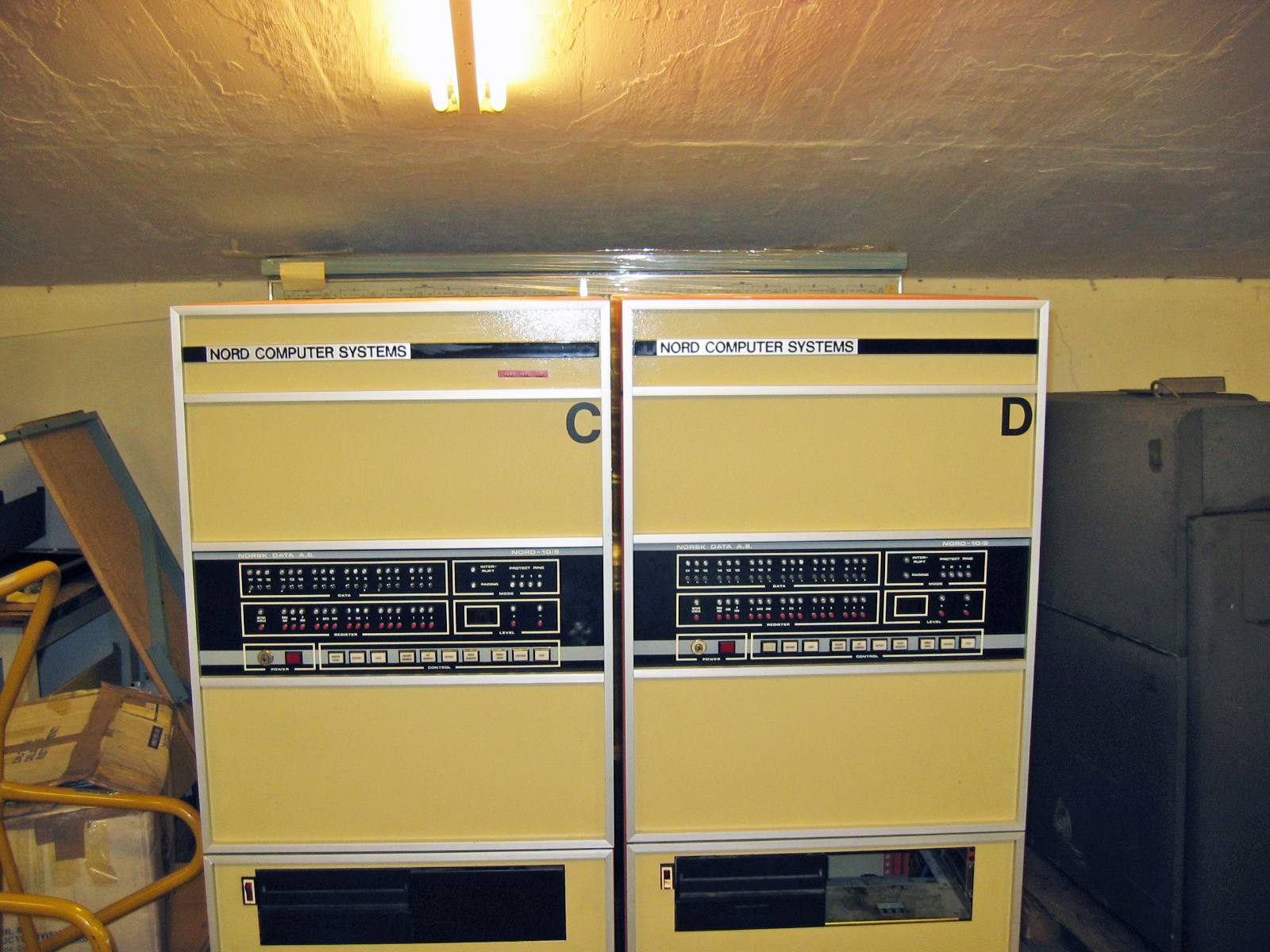
Zwei NORD-10-Systeme

Die NORD-10 war ein Minicomputer von Norsk Data in 16-Bit-Architektur. Dieser war frei programmierbar in mehreren Sprachen, mit einem Echtzeitkern und einer Zeitschlitzsteuerung für Anwendungsprogramme ausgestattet. Die NORD-10 wurde 1973 eingeführt, die zweite Generation NORD-10/S beherrschte zusätzlich Caching, Paging und enthielt weitere Verbesserungen.
Die Zentrale Recheneinheit enthielt einen Mikroprozessor. Anders als die heute gängige Auffassung führte das Betriebshandbuch damals den Begriff Mikroprozessor als Verkürzung von Mikrocode Prozessor ein. Es war möglich, den Instruktionssatz für Applikationsprogramme als Mikrocode-Programm in der CPU auszutauschen. Der Basissatz für Ein-/Ausgaben, Bootlader und Systemtest waren in 1 K ROM untergebracht. Der Austausch des Mikrocode-Satzes war auch für Kunden möglich.
Der Vorläufer war die NORD-1 und der Nachfolger die NORD-100.

## Beschreibung
Die NORD-10 hatte eine Speicherverwaltung mit hardwaregestütztem Paging zur Speichererweiterung von 64 bis 256 K an 16-Bit-Worten. Der Speicherschutz umfasste zwei Ebenen mit Steuerung je Page und Modus des Programms. Das Interrupt-System umfasste 16 Hard-Interrupts, denen jeweils ein eigener Satz von Registern im CPU-Kern zur Verfügung stand.
Die Zentrale Recheneinheit bestand aus 24 Platinen, davon acht für die Ein-/Ausgabe. Der Registersatz umfasste insgesamt 160 Register, davon 128 für die Anwenderprogramme, geteilt in je acht Register für die 16 Systemebenen. In jedem der Unterteilungen waren sechs Allgemeinregister, ein Programmzähler und ein Statusregister. Der Prozessor beherrschte neben Bitoperation und Byteoperationen auch Operationen für 16-Bit, 32-Bit Ganzzahlen und 48-Bit Gleitkommazahlen.
Der Hauptspeicher wurde in Einheiten von 8 K × 16 Bit verwaltet, jede auf einer eigenen Platine, die in einem 19-Zoll-Rack untergebracht wurden. Jedes Rack konnte acht dieser 8-K-Module aufnehmen. Die Speicherverwaltung mit Paging ermöglichte es, über die 64 K hinauszugehen und mit 18 Bit Adressen dann 256 K zu adressieren.
Die Systemsoftware umfasste das NORD-TSS (Time-Shared System) und ein Echtzeitsystem SINTRAN III. Die minimale Konfiguration enthielt SINTRAN III zusammen mit einem NORD-10 und 8 K. Anwendungen für NORD-TSS konnten in FORTRAN IV, BASIC, MAC Assembler, NODAL, NORD-PL oder QED (Texteditor) geschrieben werden.

## Verbleib und Restauration
Es gibt eine Reihe von NORD-10 und NORD-10/S, die noch existieren, die meisten davon funktionstüchtig und einige in der Hand der NODAF. Die Restaurierung der Systeme wird sowohl in Oslo bei der NODAF durchgeführt, als auch in Trondheim an der Technisch-Naturwissenschaftlichen Universität Norwegens (NTNU).